# Олиеслагерс, Люсьен
Люсьен Олиеслагерс (нидерл. Lucien Olieslagers; 2 ноября 1936, Ворселар, Антверпен — 29 мая 2021) — бельгийский футболист, наиболее известный по выступлениям на позиции атакующего полузащитника за «Льерс». Лучший футболист года в Бельгии (1959).

## Биография

### Клубная карьера
На профессиональном уровне начал выступать за команду Ворселаар из родной деревни. В то время клуб играл во 2-й провинциальной лиги Антверпена. В год дебюта команда стала чемпионом лиги, а в последующие годы смогла пробиться в третий дивизион.
Он несколько раз проходил стажировку клубе «Беринген», а в 1958 году перешёл в также проявлявший к нему интерес «Льерс». На тот момент «Льерс» находился в середине таблицы чемпионат Бельгии. В своём первом сезоне, сыграл в 28 из 30 матчей, и он выиграл Золотую бутсу, обогнав победителя прошлого сезона — Анри Коппенса, при этом не выступая за национальную сборную.
В следующем сезоне Олиеслагерс получил серьёзную травму лодыжки, «Льерс» финишировал на двенадцатом месте. Выступал за клуб одиннадцать лет, стал обладателем Кубка Бельгии в 1969 году, обыграв в финале «Расинг». Всего сыграл 282 матча в высшим дивизионе Бельгии и забил 55 голов.
В 32 года перешёл в «Мехелен», выступавший тогда во втором дивизионе. Затем он ещё год играл в «Херенталс», «Уроденберг Спорт», вернулся в Ворселар.

### Тренерская карьера
Завершил профессиональную карьеру игрока в возрасте 39 лет. Был играющим тренером в любительском клубе «Уроденберг Спорт», а затем тренировал в родном «Ворселар».
Скончался 29 мая 2021 года, после долгой болезни.

## Достижения
Обладатель Кубка Бельгии: 1969

### Личные
- Футболист года в Бельгии: 1959[8]